# Machimoodus State Park
Machimoodus State Park ist ein State Park im US-Bundesstaat Connecticut auf dem Gebiet des Dorfes Moodus in der Gemeinde East Haddam.

## Geographie
Die ehemalige Echo Farm wurde 1998 für 2,1 Millionen US-Dollar vom Staat erworben, um die wertvollen Habitate zu erhalten. Auf den 121 ha (300 acre) wechselt die Landschaft zwischen Wiesen und Waldland. Mehrere kleine Seen befinden sich auf dem Parkgelände, nach Südosten begrenzt der Salmon River mit der Salmon River Cove im Süden den Park. Dort mündet der Moodus River in den Salmon River. Nach Norden schließt sich der Sunrise Resort State Park an, der erst 2008 eingerichtet wurde. Höchster Punkt im Park ist der Mount Tom mit 96 m (314 ft) über dem Meer.

## Name
Der Name "Machimoodus" geht zurück auf die Indianerstämme, die im Gebiet lebten. Sie nahmen seltsame Geräusche wahr und benannten das Gebiet daher als "Ort der schlechten Geräusche". 1981 erklärten Geologen, dass sich ständig "Micro-Erdbeben" ereignen. Eine Höhle verstärkt offenbar die Geräusche und macht sie in der Umgebung hörbar.

## Freizeitaktivitäten
Im Park gibt es Möglichkeiten zu Wandern, zu Angeln und zu Picknicken. Der Park liegt an der Wanderroute vieler Zugvögel. Daher ist er auch ein beliebtes Ziel für Vogelbeobachtungen.